# (11711) Urquiza
(11711) Urquiza (1998 HV50) – planetoida z pasa głównego asteroid okrążająca Słońce w ciągu 3,65 lat w średniej odległości 2,37 j.a. Odkryta 25 kwietnia 1998 roku.